# Wierch Skalnity

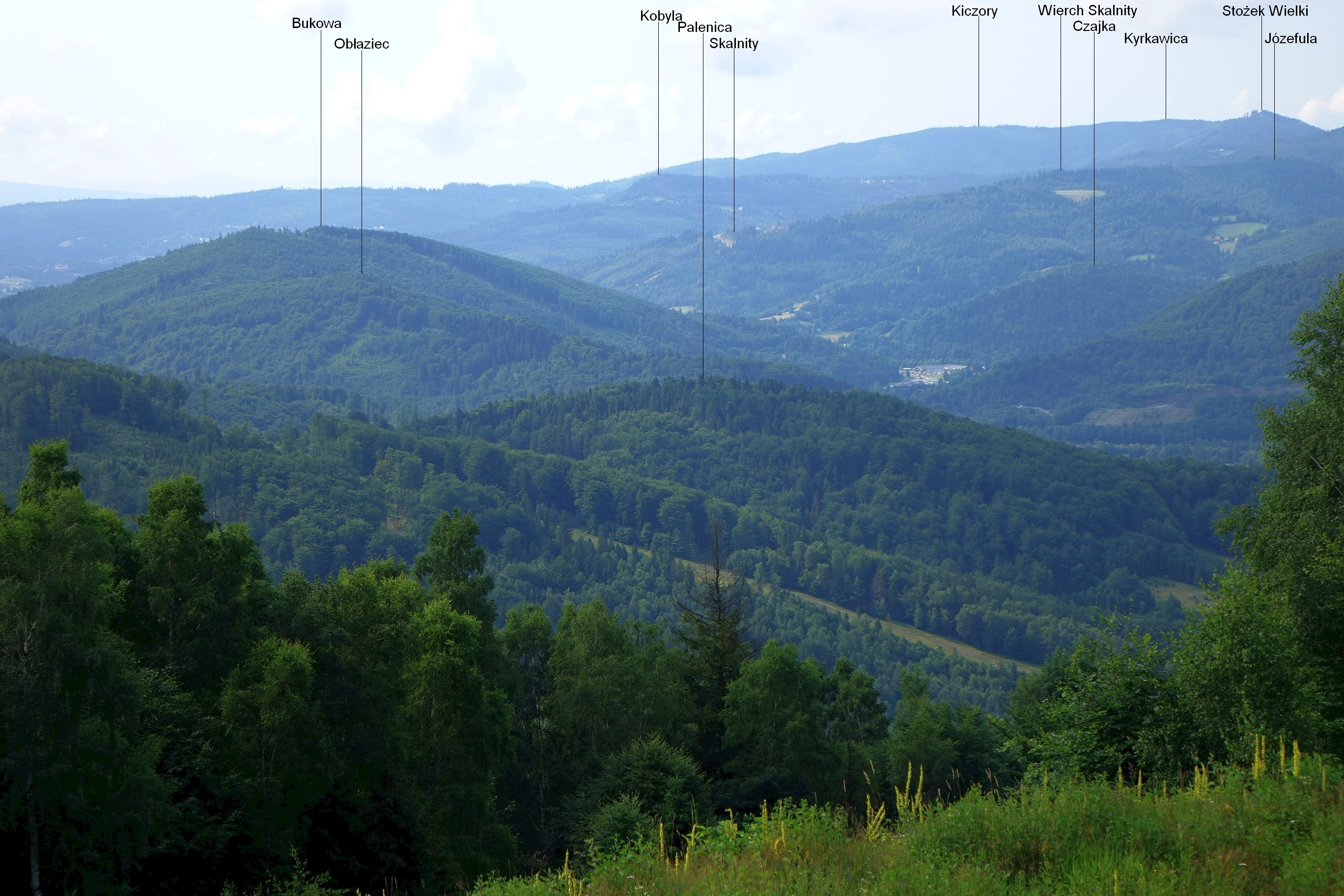
Wierch Skalnity, siehe Beschriftung im Bild

Die Wierch Skalnity ist ein Berg in Polen. Er liegt auf dem Gemeindegebiet von Wisła. Mit einer Höhe von 762 m ist er einer der niedrigeren Berge im Rücken des Czantoria-Kamms der Schlesischen Beskiden. Der Berg liegt östlich des Hauptkamms.